# Ilusão lunar

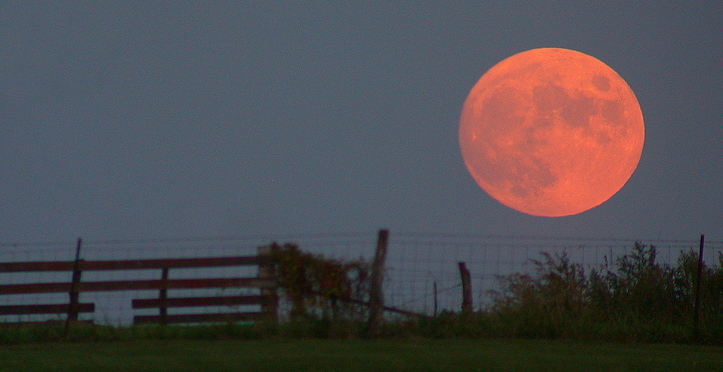
A Lua no horizonte

Ilusão lunar é uma ilusão de óptica quando a Lua parece maior quando perto do horizonte do quando está mais alta no céu. Esta ilusão de ótica também ocorre com o Sol e com constelações de estrelas. Ela é conhecida desde os tempos antigos e registrada por várias culturas. A explicação para a formação desta ilusão ainda está em debate.